# Petersilienstraße 2 (Oschersleben)

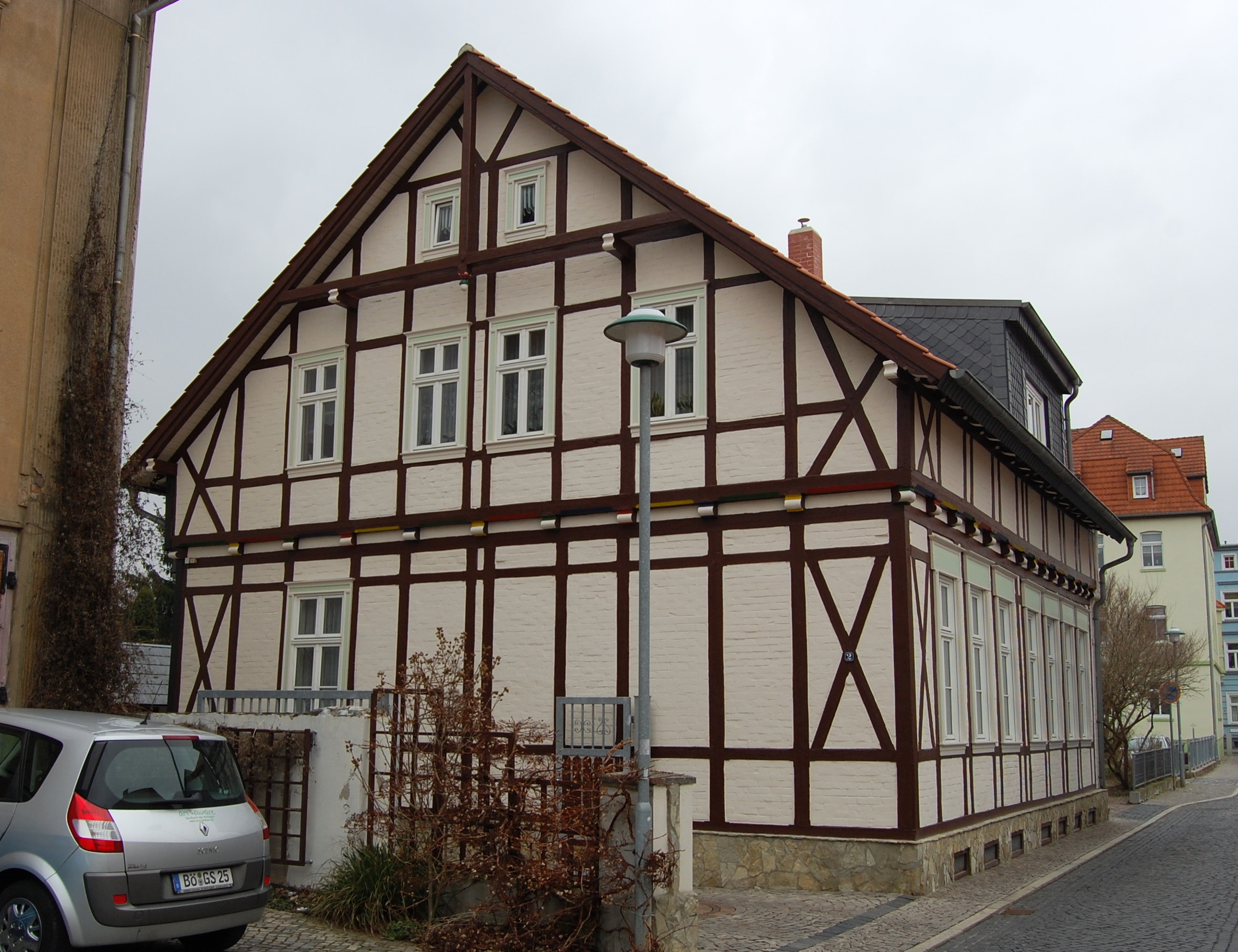
Haus Petersilienstraße 2

Das Haus Petersilienstraße 2 ist ein denkmalgeschütztes Wohnhaus in der Stadt Oschersleben (Bode) in Sachsen-Anhalt.

## Lage
Es befindet sich westlich der Oschersleber Innenstadt. Östlich des Hauses befindet sich die gleichfalls denkmalgeschützte Turnhalle Petersilienstraße.

## Architektur und Geschichte
Das anderthalbgeschossige Fachwerkhaus entstand in der Zeit um 1900 auf einem Sockel aus Bruchsteinen. Im repräsentativen Fachwerk des Gebäudes findet sich die Fachwerkform des Andreaskreuzes.